# Бул д'Амон
Бул д'Амон (фр. Boule-d'Amont) насеље је и општина у јужној Француској у региону Лангдок-Русијон, у департману Источни Пиринеји која припада префектури Прад.
По подацима из 2011. године у општини је живело 64 становника, а густина насељености је износила 2,76 становника/km². Општина се простире на површини од 23,22 km². Налази се на средњој надморској висини од 483 метара (максималној 1.348 m, а минималној 234 m).

## Демографија
| 1962. | 1968. | 1975. | 1982. | 1990. | 1999. | 2011. |
| ----- | ----- | ----- | ----- | ----- | ----- | ----- |
| 47    | 69    | 47    | 70    | 71    | 73    | 64    |

График промене броја становника у току последњих година